# Гуцульская Республика
Гуцу́льская Респу́блика (укр. Гуцульська Республіка) — государственное образование, просуществовавшее в течение нескольких месяцев (с конца 1918 года до начала 1919 года) в Гуцульщине, на территории современного Раховского района Закарпатской области Украины.

## История
В конце 1918 года после окончания Первой Мировой войны и революций в Западной Европе начался распад Австро-Венгрии.
1 ноября произошёл набег на село Ясиня «солдатами, которые возвращались из плена». Точное их число неизвестно. В тот же день создаётся отряд местной милиции («Народной обороны»), чтобы не допустить грабежей со стороны венгерских солдат, возвращавшихся домой с Востока. Отряд состоял из 80 бывших военнослужащих Вооружённых сил Австро-Венгрии. В их задачи входила охрана трёх железнодорожных станций, патрулирование села, охрана складов и животных. Всех приезжающих военных принудительно разоружали. Это происходило на фоне общей анархии и повсеместных созданий сельских и городских советов по всему Закарпатью. Народная милиция давала присягу, текст которой придумал парох (глава местного храма) Степан Бачинский. Капитан полиции, поставленный ещё старым венгерским правительством, настаивал на том, чтобы присягу давали Венгрии и на венгерском языке, но от этой идеи отказались.
3 ноября после прибытия на малую родину Степан Клочурак, офицер австро-венгерской армии, возглавил отряд «Народной обороны».
8 ноября, на праздник Святого Дмитрия, в ходе массовой демонстрации в Ясинях, народное собрание жителей Ясиней и окружающих сёл объявило Гуцульщину независимой от Австро-Венгрии и избрало Гуцульскую Народную Раду (ГНР), главой которой стал Степан Клочурак. В неё вошли 42 депутата. Это был законодательно-представительный орган. Был образован и исполнительный орган — Главная управа. Её комиссии (военная, административная, продовольственная, лесная, торговая, школьная) выполняли функции «министерств». Венгерская администрация, жандармерия и пограничная охрана были распущены.
Гуцульская Республика имела намерение войти в состав Западно-Украинской Народной Республики (ЗУНР) и активно сотрудничала с её правительством. Правительству ЗУНР было передано желание ясинчан воссоединиться с Западно-Украинской Народной Республикой. Несмотря на то, что ЗУНР вела тогда войну с Польшей на территории соседней Галиции, ясинчанам пообещали помощь.
Представители Гуцульской народной рады приняли участие в работе Будапештского (10 декабря) и Сегедского (18 декабря) конгрессов, которые были созваны правительством сепаратистской Венгрии с целью определения будущего Закарпатья. Ясинчане резче всего выступили против попыток оставить край в составе Венгрии.
Такая позиция вывела из себя венгерское правительство Михая Каройи. 22 декабря в Ясиня вошёл венгерский жандармский батальон. Гуцульская народная рада ушла в подполье и на Рождество подняла восстание.
По просьбе гуцулов в Гуцульщину из ЗУНР был направлен отряд Украинской галицкой армии (УГА) для освобождения Ясиней от венгерских войск, в котором также должен был участвовать Народный совет Ясиней.
В ночь с 7-го на 8 января 1919 года, во время колядок, народ собрался вооружёнными группами. Гуцулам удалось взять в плен почти весь венгерский гарнизон (504 солдата) и его командира-полковника.
Перед «Народной обороной» встала задача освободить Закарпатье. Из ЗУНР поступила помощь добровольцами и оружием. Наступление началось 13 января вдоль железной дороги Ясиня — Сегед. Пехоту прикрывали два поезда, вооружённые пушками и пулемётами. За несколько дней были освобождены все гуцульские населённые пункты современной Раховщины и левобережья Тисы (ныне — на территории Румынии). В освобождённых населённых пунктах избирали старост, назначали военных комендантов. В учреждениях вводился украинский язык. Приступили к восстановлению мостов, дорог, лесных промыслов. Социальная политика направлялась на поддержание малообеспеченных слоёв. В частности, скот, продукты с военных складов передавались солдатским вдовам и многодетным семьям.
13 января гуцульское войско пошло походом через Квасы и Берлебаш. Здесь пролегла новая территориальная граница Гуцульской Республики.
Вечером 16 января, после боя в предместье — на железнодорожной станции Комора — был взят город Сигет. Гуцульско-венгерско-еврейское население города вывесило в окнах белые и сине-жёлтые флаги. Войско двинулось дальше, чтобы воспрепятствовать намерениям мадьяр разогнать Всезакарпатское собрание, которое планировалось созвать в Хусте 21 января (собрание все же состоялось: 420 делегатов успели проголосовать за присоединение Закарпатья к Украинской Народной Республике). Однако, на передовые посты «Народной обороны» в 10 — 12 километрах от Сигета 17 января напала румынская дивизия, которая базировалась в Байя-Маре. Начались упорные бои. Силы были неравные. Утром 18 января из Сигета удалось эвакуировать один поезд с гуцульскими военными, а второй остановился в Коморе, поскольку румыны разобрали пути. В бою погибли 18, ранены 39 украинцев, многие попали в плен.
Ободренные событиями в Сигете, местные венгры подняли мятеж. 19 января в Рахове был убит староста П. Попенко и захвачен центр города. Но в это время на станцию прибыл поезд с гуцульским войском из-под Сигета. Мятежников разогнали. Правда, вскоре гуцулам пришлось оставить Рахов: он стал буферной зоной между территорией, оккупированной румынами, и Гуцульской Республикой. Её передовые посты стояли в предместье Рахова — Устериках.
Гуцульская Республика начала строить мирную жизнь. Велись лесное хозяйство, торговля с ЗУНР. Оттуда и из Украинской Народной Республики, в обмен на лес, а также в кредит, поступало продовольствие, керосин, спички, книги и тому подобное. Беднейшим жителям их выделяли даром. В Станислав и Коломыю каждый день ходили поезда. В школах обучение велось на родном языке, пенсионеры получали пенсию.
В ходе Польско-Украинской войны, у Польши появился союзник — Королевство Румыния. Румынские войска стремительно наступали в Северной Буковине, УГА была не в силах остановить их. После оккупации Северной Буковины, румынская армия повернула на Закарпатье. Над Гуцульщиной нависла угроза с румынской стороны.
Последующая гуцульская экспедиция на Сигет завершилась разгромом гуцульского войска.
В мае 1919 года поляки отбросили войска ЗУНР за Збруч, и Гуцульская Республика потеряла прикрытие с востока. Тогда же румынские войска двинулись на её территорию, которую, по решению ГНР, гуцулы сдали без боя. Румыны оккупировали весь Марамарошский комитат. В Ясиня они вошли 11 июня 1919 года.
Решение о сдаче без боя себя оправдало — румыны не стали вначале применять репрессий. Репрессии начались 11 июня 1919 года, когда румыны узнали, что Главная управа приняла меморандум к Русскому Совету в Ужгороде, с просьбой, чтобы Гуцульщина и Закарпатье присоединилась к Чехословакии (воссоединение с УНР было технически невозможно). Тогда большинство руководителей ГНР и Главной управы арестовали. Но авторитет этих людей был столь высок, что румынам пришлось их освободить (кроме Степана Клочурака), и они работали в местной администрации.
30 августа 1920 года на смену румынам пришли чехословаки (термин применявшийся в 1920—1930 годах) уже занявшие территорию соседней Руськой Краины, переименованной в Подкарпатскую Русь. Но ещё какое-то время в Ясинях существовало самоуправление из бывших деятелей Главной управы.
Члены Народного Совета и С. Клочурак были арестованы. Период истории «Гуцульской Республики» хоть и невелик, но сыграл важную роль в борьбе гуцулов за независимость родного края.